# شهرک کلاته شیخ علی
روستای شیخ علی روستایی در دهستان قائن بخش مرکزی شهرستان قائنات استان خراسان جنوبی ایران  در کوهپایه رشته کوه شاهکوه است. بر پایه سرشماری عمومی نفوس و مسکن در سال ۱۳۹۰ جمعیت این روستا ۲۲۹ نفر (در ۶۶ خانوار) بوده‌است.
از جمله نقاط تفریحی این روستا زیارتگاه شاه آسکوه و میلاکوه می‌باشد  که در بلندترین قله رشته کوه شاه آسکوه قرار دارد.
پاسگاه محیط بانی روستای شیخعلی در زمینی محصور به مساحت 68 هکتار به پرورش و نگهداری آهو مشغول است.